# Élections générales péruviennes de 2000
Les élections générales péruviennes de 2000 se déroulent le 8 avril et le 3 juin 2000 pour renouveler entièrement le pouvoir exécutif et le pouvoir législatif du Pérou pour la période 2000-2005. 
À l’issue du deuxième tour de ces élections, Alberto Fujimori est élu président de la République pour un troisième mandat consécutif, et ce, avec environ trois quarts des voix. Cet exercice demeure néanmoins entaché d'allégations de corruption, d'inconstitutionnalité et de fraude électorale, où un peu moins du tiers des bulletins de vote du deuxième tour sont déclarés invalides. Qualifié pour le second tour, le candidat Alejandro Toledo le boycotte d'ailleurs.

## Système électoral des législatives
Le Congrès de la République est un parlement unicaméral doté de 130 sièges pourvus pour cinq ans au scrutin proportionnel plurinominal dans 25 circonscription électoraleplurinominales. Les sièges sont répartis selon la méthode d'Hondt au quotient simple, sans seuil électoral. Les électeurs ont également la possibilité d'effectuer jusqu'à deux votes préférentiels pour des candidats de la liste choisie afin de faire monter leurs places dans celle-ci,,.
Le vote est obligatoire de 18 à 70 ans. Les élections ont traditionnellement lieu en avril pour une mise en place de la nouvelle législature en juillet.

## Contexte
Alberto Fujimori convoque les élections générales dans le délai prévu par la Constitution. Malgré les réactions internationales défavorables, il présente sa candidature. Selon la Constitution de 1993, un président de la République ne peut accomplir que deux mandats consécutifs. Cependant, Fujimori fait valoir qu’il avait été élu la première fois alors que la constitution de 1979 était en vigueur et que dans le cadre de la nouvelle constitution, ce ne serait que son deuxième mandat. 
La congressiste Lourdes Flores cherche avec d’autres parlementaires une issue légale qui pourrait empêcher la réélection de Fujimori, mais ce dernier contrôle le Congrès. Une majorité de congressistes de l’opposition entrevoient d'organiser un référendum sur la question de la légitimité de la candidature de Fujimori, mais ce projet échoue. Les trois membres du Tribunal constitutionnel qui se sont prononcés contre la candidature de Fujimori sont destitués.
L'opposition doit mener une campagne dans des conditions difficiles, la télévision étant totalement contrôlée par le gouvernement, les menaces et intimidations récurrentes contre les médias indépendants, et la presse à scandales multipliant les accusations contre les représentants de l’opposition. 

## Candidatures
- Alberto Fujimori pour Perú 2000 (en)
- Alejandro Toledo pour Pays possible
- Alberto Andrade Carmona pour Somos Perú
- Luis Castañeda Lossio pour le Solidarité nationale
- Federico Salas pour Avancemos
- Abel Salinas pour le Partido Aprista Peruano
- Ezequiel Ataucusi pour le FREPAP
- Víctor A. García Belaúnde pour Action populaire
- Máximo San Román pour Union pour le Pérou

## Déroulement

### Premier tour
Les deux candidats les mieux placés sont Alberto Fujimori et Alejandro Toledo. Toledo obtient 40,3 % des voix et Alberto Fujimori 49,8 %. Aucun n’ayant obtenu 50 % plus une voix, un second tour est nécessaire.

### Deuxième tour
Au second tour, Toledo demande que l’élection soit reportée, invoquant le manque de crédibilité du système électoral. Devant le refus du Jury national des élections de reporter le deuxième tour, Alejandro Toledo menace de retirer sa candidature. Cela reste une simple menace car il n’officialise pas son retrait auprès des autorités compétentes.
Alberto Fujimori obtient 74,3 % des voix mais seulement 51,2 % des suffrages exprimés. Le pourcentage de bulletins de vote nuls atteint 30 %. Le Président entame donc son 3e mandat le 28 juillet 2000.
Le 28 juillet, lors de l'investiture d'Alberto Fujimori pour son troisième mandat, une manifestation pacifique est réprimée, faisant six morts et des dizaines de blessés.

## Résultats

### Présidentielle
| Candidat                  | Candidat                      | Partis                                        | Premier tour | Premier tour | Second tour | Second tour |
| Candidat                  | Candidat                      | Partis                                        | Voix         | %            | Voix        | %           |
| ------------------------- | ----------------------------- | --------------------------------------------- | ------------ | ------------ | ----------- | ----------- |
|                           | Alberto Fujimori              | Pérou 2000                                    | 5 528 568    | 49,87        | 6 041 685   | 74,33       |
|                           | Alejandro Toledo              | Pérou possible                                | 4 460 895    | 40,24        | 2 086 215   | 25,67       |
|                           | Alberto Andrade               | Nous sommes le Pérou                          | 333 048      | 3,00         |             |             |
|                           | Federico Salas                | Avançons                                      | 247 054      | 2,23         |             |             |
|                           | Luis Castañeda Lossio         | Solidarité nationale                          | 199 814      | 1,80         |             |             |
|                           | Abel Salinas                  | Alliance populaire révolutionnaire américaine | 153 319      | 1,38         |             |             |
|                           | Ezequiel Ataucusi Gamonal     | Front populaire agricole du Pérou             | 80 106       | 0,72         |             |             |
|                           | Víctor Andrés García Belaúnde | Action populaire                              | 46 523       | 0,42         |             |             |
|                           | Máximo San Román              | Union pour le Pérou                           | 36 543       | 0,33         |             |             |
|                           |                               |                                               |              |              |             |             |
| Votes valides             | Votes valides                 | Votes valides                                 | 11 085 870   | 91,88        | 8 127 900   | 68,88       |
| Votes blancs ou invalides | Votes blancs ou invalides     | Votes blancs ou invalides                     | 980 359      | 8,12         | 3 672 410   | 31,12       |
| Total                     | Total                         | Total                                         | 12 066 229   | 100          | 11 800 310  | 100         |
| Abstention                | Abstention                    | Abstention                                    | 2 501 239    | 17,17        | 2 767 157   | 19,00       |
| Inscrits/Participation    | Inscrits/Participation        | Inscrits/Participation                        | 14 567 468   | 82,83        | 14 567 467  | 81,00       |

## Dénouement
L’opposition à Fujimori est cependant majoritaire au Congrès, mais de nombreux congressistes des différents partis changent de camp pour aller dans celui du président. Le 16 septembre 2000, Fernando Olivera (en), congressiste de l’opposition, montre une vidéo où l’on voyait Vladimiro Montesinos, bras droit de Fujimori, subornant un congressiste pour qu’il passe du côté du gouvernement.
Le gouvernement d’Alberto Fujimori tombe en novembre 2000. L’opposition récupère la majorité au Congrès, et élit Valentín Paniagua à la présidence du corps législatif.
Alberto Fujimori décide de démissionner depuis le Japon par télécopieur. 
Valentín Paniagua, en tant que Président du Congrès, devint Président de la République à titre transitoire le temps de convoquer de nouvelles élections générales.